# آشور دوغول
آشور دوغول هو ملك آشور من القرن 18 ق م، حسب قائمة ملوك آشور ذكرت أنه حكم لمدة 6 سنوات، وذكر بأنه تم خلعه من قبل بيل باني.